# Fraccionamiento Parque San Mateo
Fraccionamiento Parque San Mateo, även Hacienda San Mateo är en ort i Mexiko, tillhörande Cuautitlán kommun i delstaten Mexiko. Fraccionamiento Parque San Mateo ligger i den centrala delen av landet och tillhör Mexico Citys storstadsområde. Orten hade 273 invånare vid folkmätningen 2010.